# Erythrolophus
Erythrolophus là một chi bướm đêm thuộc họ Geometridae.

## Các loài
- Erythrolophus fascicorpus
- Erythrolophus fuscicorpus